# Bienne-lez-Happart
Bienne-lez-Happart is een dorp in de Belgische provincie Henegouwen en een deelgemeente van de Waalse gemeente Lobbes.
Bienne-lez-Happart was een zelfstandige gemeente, tot die bij de gemeentelijke herindeling van 1977 toegevoegd werd aan de gemeente Lobbes.

## Etymologie
De naam Bienne  betekent rivier met Bevers ( Brebonna  in het Gallo-Romeins).

## Demografische ontwikkeling
- Bronnen:NIS, Opm:1831 tot en met 1970=volkstellingen, 1976= inwoneraantal op 31 december